# Chotěbuz (železniční zastávka)
Chotěbuz (Kocobędz) nebo též Odb Chotěbuz je železniční zastávka a odbočka na severním okraji obce Chotěbuz v okrese Karviná. Leží na dvojkolejných elektrizovaných železničních tratích Bohumín–Čadca a Ostrava-Svinov – Český Těšín.

## Historie
Zastávka byla otevřena na Košicko-bohumínské dráze. Úsek Bohumín–Těšín, na kterém leží tato zastávka, byl vybudován v roce 1869. Trať však (na rozdíl od dnešního vedení tratě přes Karvinou) za obcí Louky odbočovala vlevo, vedla přes Orlovou a Rychvald a ústila do tehdejší Severní dráhy císaře Ferdinanda v Bohumíně. V roce 1915 byla pak postavena druhá kolej v úseku mezi Těšínem a Bohumínem. V roce 1963 byla kvůli rozrůstající se Karviné a velkému provozu[zdroj?] mezi doly postavena přeložka tratě od Luk nad Olší do Dětmarovic, o rok později byla celá trať z Bohumína až do Čadce elektrizována stejnosměrnou napájecí soustavou 3 kV.
V roce 1914 byla postavena trať z tehdejší Prostřední Suché do Českého Těšína přes území dnešního Polska (na východ od řeky Olše). O 17 let později, v roce 1931, byl však úsek vedoucí polským územím Polskem odkoupen,[zdroj?] čímž bylo nutné postavit napojení na stávající Košicko-bohumínskou dráhu. V letech 1961–1965 byl i tento úsek elektrizován.

## Popis
V zastávce je vybudován podchod, kterým se lze dostat na obě nástupiště pomocí schodů a výtahů, podchod ústí na obou stranách kolejiště. Stanice se nachází cca 150 metrů od silnice mezi Českým Těšínem a Karvinou, archeopark Podobora je vzdálen cca kilometr. Hranice s Polskem se nachází cca 150 metrů od zastávky, avšak vede vodním tokem, nejbližší most pro pěší se nachází v Českém Těšíně.